# 森杏奈
森杏奈（日语：森 あんな，1994年3月21日—）是日本女藝人，隸屬Freo公司。曾為日本偶像女子團體AKB48的前成員。千葉縣出身。

## 來歷
2009年
- 9月20日參加AKB48的9期生甄選並合格。

2010年
- 7月10日，研究生組合迷你裙發表。
- 7月18日，首演曲《迷你裙的妖精》披露。
- 12月8日，『AKB48劇場5周年特別記念公演』中，與同期的大場美奈、島崎遙香、島田晴香、竹内美宥、永尾まりや、中村麻里子和山內鈴蘭昇格成為正規成員。

2011年
- 6月6日，在東京拱顶之城·棱镜亭舉行的『「見逃した君たちへ」〜AKB48グループ全公演〜』向日葵组 1st Stage「我的太阳」公演中發表加入新成立的Team 4[1]。
- 9月2日，因腰傷宣布從AKB48辭退。

2013年
- 8月16日，在Ustream的直播中，宣布重新開始演藝活動[2]。

2014年
- 3月19日，從短期大學保姆科畢業[3][4]。

2015年
- 7月12日，發行首部個人写真集《ANNA》。

2016年
- 6月11日，正式宣布將作為偶像團體製作人身份，舉行偶像遴選活動。[5]

## 人物
- 擁有保育士資格。
- 特技是打籃球[6]。
- 其他的興趣是攝影、看喜劇、自由地畫出不知道意思的圖畫[6]。
- 喜歡的食物是蔬菜，討厭的食物是白米。
- 有一個弟弟[7]。

## AKB48參加歌曲演出

### 單曲CD選抜曲
Under Girls名義
- 人的力量

THEATER GIRL名義
- 我的YELL

Team研究生名義
- 水果‧雪
- 黃金Center
- Anti

### 劇場公演單曲
研究生「偶像的黎明」公演
1. 單戀對角線

研究生「恋愛禁止条例」公演
1. 盛夏的聖誕玫瑰

研究生「劇場的女神」公演
1. 暴風雨之夜

TeamB 5th Stage「劇場的女神」公演
1. 戀愛捉迷藏（前座）
2. 暴風雨之夜※

※小森美果的代演
TeamK 6th Stage「RESET」公演
※橫山由依的全員曲Under
1. 檸檬的年紀（前座）

TeamA 6th Stage「目擊者」公演
1. 迷你裙的妖精（前座）

## 出演

### 電視劇
- 馬路須加學園 最終話（2010年3月26日、東京電視台） - 飾 馬路須加女学園學生
- 馬路須加學園2 最終話（2011年7月1日、東京電視台） - 飾  あんな

### 綜藝節目
- 有吉AKB共和国（2010年4月20日 - 、TBS電視台）
- AKBINGO!（2010年6月2日 - 16日、2011年2月23日、日本電視台）

## 外部連結
- Freo個人資料頁（日語）
- 官方部落格「這樣或那樣的森杏奈」 （页面存档备份，存于）（日語）
- 森杏奈的X（前Twitter）（日語）